# МАЗ-5440
МАЗ-5440 «ПРОСТОР» — белорусский седельный тягач линейки четвёртого поколения автомобилей МАЗ с колёсной формулой 4 × 2, выпускающийся на Минском автомобильном заводе с 1997 года. Является преемником тягачей МАЗ-5432/МАЗ-5433.

## История
Как в случае и с предыдущим поколением дорожных грузовых автомобилей МАЗ, перспективное четвертое поколение, разработка которого началась в конце 1980-х годов, предполагало две основные модели седельных тягачей: с колесной формулой 6Х4 и полной массой автопоезда до 44 тонн (МАЗ-6430) и с колёсной формулой 4Х2 и полной массой автопоезда до 32 тонн (МАЗ-5440). Первый прототип второй модели был построен в 1993 году и имел индекс МАЗ-54462. В 1994 году он проходил всесторонние испытания.
В 1996 году, после успешного прохождения приёмочных и эксплуатационных испытаний в автохозяйствах Республики Беларусь, был рекомендован к серийному производству новый модельный ряд МАЗ-5440. 11 марта 1997 года были выпущены первые магистральные седельные тягачи нового семейства МАЗ-54421. В конце 1997 года к ним добавили МАЗ-54402 и МАЗ-544021, которые полностью соответствуют всем европейским требованиям для дальнобойных грузоперевозок. В 2008 году в производство пошла новая рестайлинговая модель МАЗ-5440А9 с модернизированной кабиной. В частности была измененена передняя панель с решёткой радиатора и бампер с новыми блок-фарами. Серийное производство стартовало в 2009 году. Таким образом, автомобили МАЗ-5440 получили название «Простор».
К 70-летию Минского автомобильного завода (в 2014 году) была представлена рестайлинговая модель МАЗ-5440М9 экологического класса Евро-6. Была установлена новая кабина, разработанная на Минском автомобильном заводе с учётом европейских норм. Двигатель и элементы шасси взяты от Mercedes-Benz Actros. Автомобиль призван пополнить гамму седельных тягачей МАЗ-5440/6430.

## Модификации
- МАЗ-544003 — с двигателем ЯМЗ-236БЕ2 Евро-2, 250 л. с.
- МАЗ-544005 — с двигателем ЯМЗ-238ДЕ2 Евро-2, 330 л. с.
- МАЗ-544008 — с двигателем ЯМЗ-7511 Евро-2, 400 л. с.
- МАЗ-5440A3 — с двигателем ЯМЗ-6562.10 Евро-3, 250 л. с.[11]
- МАЗ-5440A5 — с двигателем ЯМЗ-6582.10 Евро-3, 330 л. с.[12]
- МАЗ-5440A8 — с двигателем ЯМЗ-6581.10 Евро-3, 400 л. с.
- МАЗ-5440A9 — с двигателем ЯМЗ-650.10 Евро-3, 412 л. с.
- МАЗ-544018
- МАЗ-544019 — с двигателем Mercedes Euro-4, 435 л. с.
- МАЗ-5440B3 — с двигателем ЯМЗ-5362 Евро-4, 240 л. с.
- МАЗ-5440В5 — с двигателем ЯМЗ-536 Евро-4, 312 л. с.
- МАЗ-5440B9 — с двигателем ЯМЗ-651.10 Евро-4, 420 л. с.
- МАЗ-5440С9 — с двигателем ЯМЗ-653.10 Евро-5, 422 л. с.
- МАЗ-5440E9 — с двигателем Mercedes-Benz OM 501A Euro-5, 435 л. с.
- МАЗ-54402 (также известен как МАЗ-5442)
- МАЗ-544021 (также известен как МАЗ-54421) — с двигателем MAN D2866 LF15, 370 л. с.)
- МАЗ-5440М9 — с двигателем Mercedes-Benz OM 471 Евро-6, 475 л. с.